# Harboe Arena Slagelse
Die Harboe Arena Slagelse ist ein Fußballstadion in der dänischen Stadt Slagelse, Region Sjælland. Die Sportstätte wurde 1927 gebaut und wird vom Slagelse Boldklub & Idrætsforening (deutsch Slagelse Fußballverein und Sportverein, kurz: SB&I) genutzt, der sich in den 1970er Jahren vier Saisons in der damals höchsten Spielklasse 1. Division hielt. 2008 gründete sich mit der Profimannschaft des SB&I der Fußballverein FC Vestsjælland, der als weiteres Team seine Spiele im Stadion austrägt. Zur Saison 2013/14 schaffte der FCV den Sprung in das dänische Fußballoberhaus, die Superliga. 
Damit im Slagelse Stadion Erstligaspiele ausgetragen werden können, musste das Stadion renoviert und den Anforderungen der DBU angepasst werden. Für 38,5 Millionen DKK (rund 5,2 Mio. Euro) wurden unter anderem eine neue überdachte Tribüne gebaut und eine Flutlichtanlage installiert. Der Rang mit 1.200 Sitzplätzen ist unter anderem mit Presse- und Konferenzräumen, einem Fernsehstudio, einer Lounge mit Platz für etwa 450 Gäste, Umkleidekabinen, Massage- und Dopingkontrollräumen ausgestattet. Das Platzangebot im Stadion liegt bei 10.000 Plätzen, wovon 3.200 Sitzplätze sind.
Am 24. März 2013 konnte der neue Zuschauerrang feierlich durch Bürgermeisterin Lis Tribler eröffnet werden.
Ende 2013 erwarb die Harboes Bryggeri (deutsch Harboe Brauerei) das Namensrecht am Stadion. Seitdem trägt die Sportstätte den Namen Harboe Arena Slagelse.

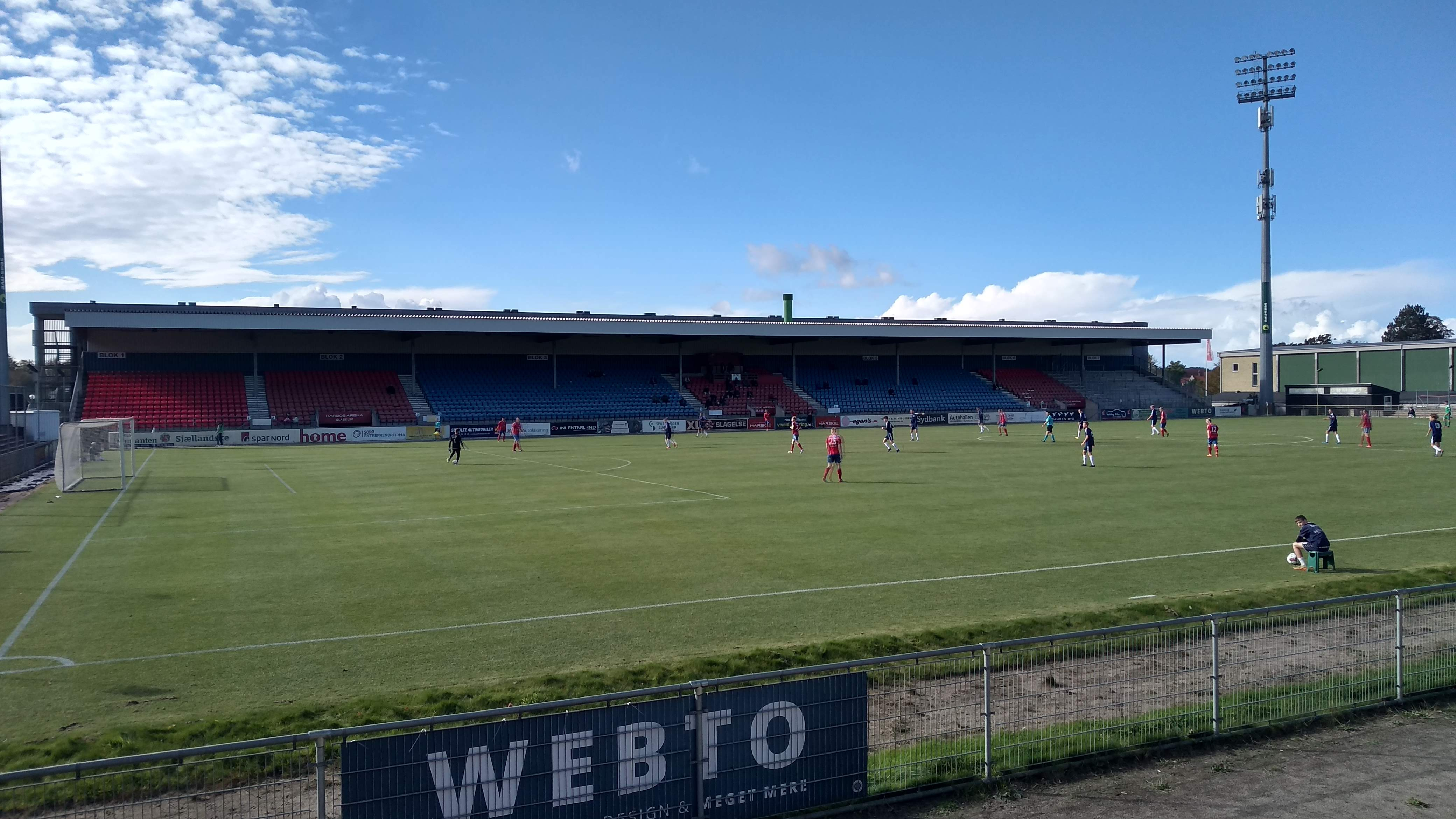
Harboe Arena Gegengerade